# Edwardsia sanctaehelenae
Edwardsia sanctaehelenae is een zeeanemonensoort uit de familie Edwardsiidae.
Edwardsia sanctaehelenae is voor het eerst wetenschappelijk beschreven door Carlgren in 1941.